# Joshua Clifford Bongard
Joshua Clifford Bongard, més conegut com a Josh Bongard, és professor de Ciències de la computació a la Universitat de Vermont on dirigeix el Laboratori de Morfologia, Evolució i Cognició. El seu treball es centra en la robòtica evolutiva , computació evolutiva, simulació física, el disseny i la fabricació automatitzada de robots suaus, evolucionats i col·lectius, així com organismes dissenyats per ordinador.
Va assistir a la Northern Secondary School a Toronto i el 1997 es va llicenciar en Informàtica a la Universitat McMaster, Canadà; va obtindre la mestria a la Universitat de Sussex al Regne Unit, i el seu doctorat, entre 1999–2003, a la Universitat de Zúric a Suïssa. Exercí com a associat postdoctoral amb Hod Lipson al Laboratori de Síntesi Computacional de la Universitat Cornell als Estats Units d'Amèrica del 2003 al 2006.
El 2007, va rebre una prestigiosa beca de Microsoft Research New Faculty Fellowship i va ser nomenat un dels 35 millors joves innovadors menors de 35 anys del MIT Technology Review. El 2010 va rebre el Premi Presidential Early Career Award for Scientists and Engineers (PECASE) de Barack Obama en un cerimònia a la Casa Blanca. També ha rebut el premi Cozzarelli de l'Acadèmia Nacional de Ciències dels Estats Units.
Al 2020, Bongard, juntament amb Levin, biòleg de la Universitat Tufts, va crear els primers robots vius, robots biològics multicel·lulars a partir de cèl·lules embrionàries de granota amb ungles africana (Xenopus laevis), als que anomenaren xenobots.
Al llarg de la seua carrera, ha estat finançat per National Science Foundation, la NASA, DARPA, ARO i la Fundació Sloan.

## Publicacions
- Pfeifer, Rolf; Bongard, Josh. Bradford Books. How the Body Shapes the Way We Think: A New View of Intelligence, 1 Gener 2006. ISBN 9780262162395.
- Kriegman, S., Blackiston, D., Levin, M., and Bongard, J. (2020) A scalable pipeline for designing reconfigurable organisms. Proceedings of the National Academy of Sciences, doi:10.1073/pnas.1910837117.
- Bongard J. (2011) Morphological change in machines accelerates the evolution of robust behavior. Proceedings of the National Academy of Sciences, doi:10.1073/pnas.1015390108.
- Bongard J. and Lipson H. (2007) Automated reverse engineering of nonlinear dynamical systems. Proceedings of the National Academy of Sciences, 104 (24): 9943-9948.
- Bongard, J.; Zykov, V; Lipson, H. «Resilient machines through continuous self-modeling». Science, 314, 17-11-2006, pàg. 1118-1121 [Consulta: 8 desembre 2023].